# Цеклінсько
Цеклінсько (пол. Cieklińsko) — село в Польщі, у гміні Руда-Маленецька Конецького повіту Свентокшиського воєводства.
Населення — 109 осіб (2011).
У 1975-1998 роках село належало до Келецького воєводства.

## Демографія
Демографічна структура на день 31 березня 2011 року:
|          | Загалом | Допрацездатний вік | Працездатний вік | Постпрацездатний вік |
| -------- | ------- | ------------------ | ---------------- | -------------------- |
| Чоловіки | 58      | 7                  | 41               | 10                   |
| Жінки    | 51      | 4                  | 22               | 25                   |
| Разом    | 109     | 11                 | 63               | 35                   |